# Schweinedysenterie
Die Schweinedysenterie ist eine Durchfallerkrankung bei Schweinen, die durch das Bakterium Brachyspira hyodysenteriae verursacht wird.

## Allgemeines
Die Schweinedysenterie gehört zu den weltweit gravierendsten Darminfektionen von Mastschweinen. Die wirtschaftlichen Schäden entstehen durch schlechtere Futterverwertung, längere Mastzeiten, Tierarztkosten, aber auch direkte Verluste. Umweltfaktoren wie Futterwechsel, Transporte, schlechtes Stallklima und Hygienemängel begünstigen die Krankheit.

## Ätiologie und Klinik
Der Erreger wird vor allem durch latent infizierte Schweine in den Bestand verschleppt. Nach oraler Aufnahme vermehrt sich B. hyodysenteriae in der Dickdarmschleimhaut, die dann vermehrt Schleim produziert. Es kommt zu herdförmigen Nekrosen und blutigen Entzündungen. Die Resorptionsfähigkeit des Dickdarms ist vermindert, weshalb es zu Durchfällen kommt. Der Kot ist zementfarben-breiig bis schleimig-blutig. Betroffen sind vor allem Läufer und jüngere Mastschweine. Es gibt alle Abstufungen von perakut über akut bis chronisch. Durch die Entleerung des Dickdarms wirken die Flanken eingefallen. Unbehandelt dauert die Krankheit mehrere Wochen.

## Diagnose
Der Erreger wird im Kot nachgewiesen. Das klinische Bild erlaubt eine Verdachtsdiagnose.

## Therapie
Als Antibiotika sind Tiamulin, Tylosin, Valnemulin und Lincomycin wirksam, wobei die arzneimittelrechtlichen Bestimmungen zu beachten sind und sich wegen der Resistenzen ein Test empfiehlt. Es gibt keinen Impfstoff gegen Schweindysenterie.
Zusätzlich zur Antibiotikagabe ist eine gründliche Reinigung und Desinfektion des Stalls geboten.